# Meijin 2003
Il Meijin 2003 è stata la 28ª edizione del torneo goistico giapponese Meijin.

## Qualificazioni
Dalle eliminatorie i giocatori qualificati al torneo finale sono stati Masaki Takemiya, Tomochika Mizokami e Cho U.

## Torneo
- W indica vittoria col bianco
- B indica vittoria col nero
- X indica la sconfitta
- +R indica che la partita si è conclusa per abbandono
- +N indica lo scarto dei punti a fine partita
- +F indica la vittoria per forfeit
- +T indica la vittoria per timeout
- +? indica una vittoria con scarto sconosciuto
- V indica una vittoria in cui non si conosce scarto e colore del giocatore

| Giocatore          | C.C.  | S.R.   | K.Y. | O.M.  | R.K.  | O.R.  | M.T.  | T.M.  | C.U.  | Risultato | Note                    |
| ------------------ | ----- | ------ | ---- | ----- | ----- | ----- | ----- | ----- | ----- | --------- | ----------------------- |
| Cho Chikun         | –     | W+7,5  | X    | W+R   | X     | X     | B+0,5 | W+6,5 | X     | 4-4       |                         |
| Shikun Ryu         | X     | –      | X    | X     | X     | B+0,5 | X     | B+R   | X     | 2-6       | Retrocesso              |
| Keigo Yamashita    | W+R   | B+R    | –    | W+R   | B+6,5 | W+1,5 | B+R   | W+7,5 | B+7,5 | 8-0       | Qualificato alla finale |
| Ō Meien            | X     | W+R    | X    | –     | X     | X     | W+R   | B+2,5 | X     | 3-5       |                         |
| Rin Kaiho          | W+R   | B+1,5  | X    | B+R   | –     | X     | B+0,5 | W+1,5 | B+0,5 | 6-2       |                         |
| Ō Rissei           | B+6,5 | X      | X    | W+R   | B+R   | –     | W+4,5 | B+R   | X     | 5-3       |                         |
| Masaki Takemiya    | X     | B+R    | X    | X     | X     | X     | –     | X     | X     | 1-7       | Retrocesso              |
| Tomochika Mizokami | X     | X      | X    | X     | X     | X     | B+R   | –     | X     | 1-7       | Retrocesso              |
| Cho U              | W+R   | B+14,5 | X    | B+3,5 | X     | B+R   | W+8,5 | B+R   | –     | 6-2       |                         |

## Finale
La finale è stata una sfida al meglio delle sette partite.